# Veličastni kukmak
Veličastni kukmak (znanstveno ime Agaricus augustus) je gliva iz rodu kukmakov (Agaricus).

## Značilnosti
Je velika goba tipične oblike kukmakov. V mladosti je klobuk polkroglast, nato pa se razširi, postane konveksen in na koncu ploščat, s premerom od 8–30 cm. Povrhnjica klobuka je suha in gosto poraščena s koncentrično razporejenimi rjavo obarvanimi luskami na beli do rumeni podlagi.
Lističi so gosti in sprva svetli, z zrelostjo pa postanejo rožnate in nato temno rjave barve. So prosti – niso pritrjeni na bet. Pri nezrelih primerkih so prekriti z občutljivo belo kopreno, ki sega od beta do oboda klobuka.
Bet je debelejši zgoraj kot v dnišču. Visok je od 7 do 30 cm in debel od 2 do 6 cm. Pri zrelih primerkih je okrašen z visečim obročkom – ostankom zastiralca, ki je prekrivalo lističe. Nad obročkom je bet gladek in bele do rumene barve. Spodaj je prekrit s številnimi majhnimi luskami.
Meso je debelo, čvrsto in belo, v betu in na pritisk lahko rahlo porumeni. Zaradi prisotnosti benzaldehida ima močan in sladek vonj, ki spominja na mandlje oziroma marcipan.
Schaefferjev test pokaže pozitivno rdečo reakcijo. Povrhnjica klobuka se obarva rumeno po nanosu 10-% KOH.

## Razširjenost in življenjski prostor
Raste od poznega poletja do jeseni na tleh, bogatih s humusom v listnatih in iglastih gozdovih. Gliva je gniloživka in hranila pridobiva iz razpadajočih odmrlih organske snovi. Zdi se, da je bližina človekovih dejavnosti ne ovira.

## Mikroskopske značilnosti
Trosni odtis je čokoladno rjave barve. Trosi so elipsoidni in merijo 7–10 × 4,5–6,5 μm.

## Podobne vrste
- Moellerjev kukmak (Agaricus moelleri) je strupen in ima luskice na klobuku a je bistveno manjši, na prerezu porumeni in ima neprijeten vonj po karbolu.
- Hrapava trnovka (Echinoderma asperum) je podobna zaradi rjavih lusk in gostih lističev, a ima neprijeten vonj.

## Uporabnost
Je užitna in cenjena goba.
Zaradi sposobnosti bioakumulacije kadmija, je potrebna pazljivost zaradi morebitne onesnaženosti rastišča. V švicarski študiji so namerili bioakumulacijo kovinskega kadmija, s količino 2,44 mg na kilogram sveže teže. Podobno velja tudi za mnoge druge vrste kukmakov. Vzorci, zbrani v bližini talilnic kovin in urbanih območij, so imeli višjo vsebnost kadmija. Največjo koncentracijo so našli v trosovnici, sledi preostali del klobuka, najmanj pa spodnji del beta.

## Galerija slik
- Ilustracija
- Mlada goba
- Zastiralce in lističi
- Prerez
- Trosi